# Genetischer Impfstoff
Ein genetischer Impfstoff oder genbasierter Impfstoff ist ein Impfstoff, der Nukleinsäuren wie DNA oder RNA enthält, die innerhalb einer Zelle zu einer Proteinbiosynthese von Antigenen führen. Genetische Impfstoffe umfassen also Nukleinsäureimpfstoffe (wie DNA-Impfstoffe und RNA-Impfstoffe) sowie virale Vektoren.

## Eigenschaften
Die meisten Impfstoffe außer den Lebendimpfstoffen und den genetischen Impfstoffen werden nicht von MHC-I-präsentierenden Zellen aufgenommen, sondern wirken außerhalb dieser Zellen, wodurch nur eine starke humorale Immunantwort erzeugt werden kann. Bei intrazellulären Erregern ist eine ausschließliche humorale Immunantwort ineffektiv. Genetische Impfstoffe beruhen auf dem Prinzip der Aufnahme einer Nukleinsäure in Zellen, woraufhin nach Vorlage der Nukleinsäure ein Protein erzeugt wird. Dieses Protein ist meistens das immundominante Antigen des Erregers oder ein Oberflächenprotein, das die Ausbildung neutralisierender Antikörper ermöglicht, die eine Infektion von Zellen hemmen. In Folge wird das Protein am Proteasom in kurze Bruchstücke (Peptide) zerlegt, die über den Antigenpeptid-Transporter ins endoplasmatische Retikulum importiert werden, wodurch sie an MHCI-Moleküle binden können, die anschließend an die Zelloberfläche sezerniert werden. Die Präsentation der Peptide an MHC-I-Komplexen auf der Zelloberfläche ist notwendig für eine zelluläre Immunantwort. Dadurch entstehen bei genetischen Impfstoffen und Lebendimpfstoffen im Geimpften zusätzlich zu Antikörpern auch zytotoxische T-Zellen. Membranproteine werden (zusätzlich zur MHC-Präsentation der Peptide) an der Zelloberfläche präsentiert. Im Gegensatz zu Lebendimpfstoffen werden nur einzelne Teile des Erregers verwendet, wodurch eine Reversion wie bei der Polioimpfung mit dem Sabin-Lebendimpfstoff nicht auftreten kann. Genetische Impfstoffe werden weder wissenschaftlich, noch arzneimittelrechtlich zu den Gentherapeutika gerechnet.

## Verabreichung
Die Verabreichung von genetischen Impfstoffen erfolgt meistens per Injektion (intramuskulär oder subkutan) oder Infusion, seltener bei DNA auch per Genkanone oder Elektroporation. Während virale Vektoren eigene Mechanismen aufweisen, um in Zellen aufgenommen zu werden, müssen DNA und RNA über eine Methode der Transfektion in Zellen eingebracht werden. Am Menschen angewendet werden die kationischen Lipide SM-102 und ALC-0315 in Verbindung mit neutralen Helferlipiden wie ALC-0159. Dadurch wird die Nukleinsäure per Endozytose aufgenommen und anschließend ins Zytosol freigesetzt.

## Verwendung
Beispiele für am Menschen zugelassene genetische Impfstoffe sind die RNA-Impfstoffe Tozinameran und mRNA-1273, der DNA-Impfstoff ZyCov-D sowie die viralen Vektoren VSV-EBOV, cAd3-ZEBOV, AdVac und MVA-BN, VSV-EBOV/Ad5-EBOV, AZD1222, Ad26.COV2.S, Ad5-nCoV und Sputnik V. Daneben werden genetische Impfstoffe gegen Proteine verschiedener Infektionserreger, gegen proteinbasierte Toxine, als Krebsimpfstoffe und als tolerogene Impfstoffe zur Hyposensibilisierung bei Allergien vom Typ I untersucht.

## Geschichte
Die erste Verwendung eines viralen Vektors zur Impfung – ein MVA-Virus, das für HBsAg codierte – wurde 1983 von der Arbeitsgruppe von Bernard Moss publiziert. Im Jahr 1993 wurde DNA von Jeffrey Ulmer und Kollegen verimpft. Der erste Einsatz von RNA zu Impfzwecken wurde 1993 von Frédéric Martinon, Pierre Meulien und Kollegen und 1994 von X. Zhou, Peter Liljeström und Kollegen bei Mäusen beschrieben. Martinon konnte zeigen, dass durch die Impfung mit einem RNA-Impfstoff eine zelluläre Immunantwort induziert wurde. Im Jahr 1995 beschrieben Robert Conry und Kollegen, dass nach Impfung mit einem RNA-Impfstoff auch eine humorale Immunantwort hervorgerufen wurde. Während DNA-Impfstoffe in den ersten Jahren aufgrund der einfachen Herstellung, geringen Kosten und hohen Stabilität gegenüber abbauenden Enzymen häufiger erforscht wurden, aber trotz enthaltener immunstimulierender CpG-Motive teilweise geringe Impfantworten hervorbrachten, erfolgte später vermehrt Forschung an RNA-Impfstoffen, deren Immunogenität aufgrund enthaltener Adjuvantien oftmals besser war und bei denen im Gegensatz zu DNA-Impfstoffen keine Insertion in das Genom des Geimpften möglich war (wenn auch eine Insertion bei DNA-Impfstoffen sehr selten vorkommt). Dementsprechend waren die ersten für den Menschen zugelassenen Impfstoffe aus RNA oder DNA im Jahr 2020 der RNA-Impfstoff Tozinameran und im folgenden Jahr der DNA-Impfstoff ZyCov-D, die als COVID-19-Impfstoffe verwendet wurden. Virale Vektoren waren zuvor als Ebola-Impfstoffe zugelassen worden.